# Festuca beamanii
Festuca beamanii är en gräsart som beskrevs av Evgenii Borisovich Alexeev. Festuca beamanii ingår i släktet svinglar, och familjen gräs.
Artens utbredningsområde är Guatemala. Inga underarter finns listade i Catalogue of Life.